# الإبانة الكبرى
الإبانة الكبرى أو الإبانة عن شريعة الفرقة الناجية ومجانبة الفرق المذمومة هو كتاب في العقيدة الإسلامية لأبي عبد الله عبيد الله بن محمد بن بطة العكبري الحنبلي (304 هـ - 387 هـ)، وهو كتاب ضخم قام فيه ابن بطة بتجميع روايات الأحاديث والآثار الواردة في جميع أبواب العقيدة، ثم اختصره ابن بطة في الإبانة الصغرى حيث قام بحذف الأسانيد.

## أبواب الكتاب
قسم ابن بطة كتابه إلى أبواب وهي:
- باب ذكر الأخبار والآثار التي دعتنا إلى جمع هذا الكتاب وتأليفه
- باب ذكر ما جاءت به السنة من طاعة رسول الله ﷺ والتحذير من طوائف يعارضون سنن رسول الله ﷺ بالقرآن
- باب ذكر ما نطق به الكتاب نصًا في محكم التنزيل بلزوم الجماعة والنهي عن الفرقة
- باب ذكر ما أمر به النبي ﷺ من لزوم الجماعة والتحذير من الفرقة
- باب ما أمر به من التمسك بالسنة والجماعة والأخذ بها وفضل من لزمها
- باب ذكر افتراق الامم في دينهم وعلى كم تفترق هذه الأمة وإخبار النبي ﷺ لنا بذلك
- باب ترك السؤال عما لا يعني والبحث والتنقير عما لا يضر جهله والتحذير من قوم يتعمقون في المسائل ويتعمدون إدخال الشكوك على المسلمين
- باب التحذير من صحبة قوم يمرضون القلوب ويفسدون الإيمان
- باب ذم المراء والخصومات في الدين والتحذير من أهل الجدال والكلام
- باب التحذير من استماع كلام قوم يريدون نقض الإسلام ومحو شرائعه فيكنون عن ذلك بالطعن على فقهاء المسلمين وعيبهم بالاختلاف
- باب إعلام النبي ﷺ لأمته ركوب طريق الأمم قبلهم وتحذيره إياهم ذلك
- باب إعلام النبي ﷺ أمته أمر الفتن الجارية وأمره لهم بلزوم البيوت وفضل القعود ولزوم العقلاء بيوتهم وتخوفهم على قلوبهم من اتباع الهوى وصيانتهم لألسنتهم وأديانهم
- باب تحذير النبي ﷺ لأمته من قوم يتجادلون بمتشابه القرآن وما يجب على الناس من الحذر منهم
- باب النهي عن المراء في القرآن
- باب معرفة الإيمان وكيف نزل به القرآن وترتيب الفرائض وأن الإيمان قول وعمل
- باب معرفة اليوم الذي نزلت فيه هذه الآية
- باب معرفة الإسلام وعلى كم بني
- باب معرفة الإسلام والإيمان وسؤال جبريل النبي ﷺ
- باب فضائل الإيمان وعلى كم شعبة هو وأخلاق المؤمنين وصفاتهم
- باب كفر تارك الصلاة ومانع الزكاة وإباحة قتالهم وقتلهم إذا فعلوا ذلك
- باب ذكر الأفعال والأقوال التي تورث النفاق وعلامات المنافقين
- باب ذكر الذنوب التي من ارتكبها فارقه الإيمان فإن تاب راجعه
- باب ذكر الذنوب التي تصير بصاحبها إلى كفر غير خارج عن الملة
- باب الإيمان خوف ورجاء
- باب بيان الإيمان وفرضه وأنه تصديق بالقلب وإقرار باللسان وعمل بالجوارح والحركات لا يكون العبد مؤمنًا إلا بهذه الثلاث
- باب ذكر الآيات من كتاب الله عز وجل في ذلك
- باب زيادة الإيمان ونقصانه وما دل على الفاضل فيه والمفضول
- باب الاستثناء في الإيمان
- باب سؤال الرجل لغيره أمؤمن أنت وكيف الجواب له وكراهية العلماء هذا السؤال وتبديع السائل عن ذلك
- باب القول في المرجئة وما روي فيه وإنكار العلماء لسوء مذاهبهم
- باب في أهل القدر
- الباب الثالث في ذكر ما أخبرنا الله تبارك وتعالى أنه أرسل المرسلين إلى الناس يدعونهم إلى عبادة الله رب العالمين ثم أرسل الشياطين على الكافرين تحرضهم على تكذيب المرسلين ومن أنكر ذلك فهو من الفرق الهالكة
- الباب الرابع في ذكر ما أعلمنا الله تعالى أن مشيئة الخلق تبع لمشيئته وأن الخلق لا يشاؤون إلا ما شاء الله عز وجل
- الباب الخامس في ما روي أن الله تعالى خلق خلقه كما شاء لما شاء فمن شاء خلقه للجنة ومن شاء خلقه للنار سبق بذلك علمه ونفذ فيه حكمه وجرى به قلمه ومن جحده فهو من الفرق الهالكة
- الباب السادس في الإيمان بأن الله عز وجل أخذ ذرية آدم من ظهورهم فجعلهم فريقا للجنة وفريقا للسعير
- الباب السابع في باب الإيمان بأن الله عز وجل قدر المقادير قبل أن يخلق السماوات والأرضين ومن خالف ذلك فهو من الفرق الهالكة
- الباب الثامن باب الإيمان بأن الله عز وجل خلق القلم فقال له اكتب فكتب ما هو كائن فمن خالفه فهو من الفرق الهالكة
- باب الإيمان بأن الله عز وجل كتب على آدم المعصية قبل أن يخلقه فمن رد ذلك فهو من الفرق الهالكة
- باب الإيمان بأن السعيد والشقي من سعد أو شقي في بطن أمه ومن رد ذلك فهو من الفرق الهالكة
- باب الإيمان بأن الله عز وجل إذا قضى من النطفة خلقًا كان وإن عزل صاحبها ومن رد ذلك فهو من الفرق الهالكة
- باب التصديق بأن الإيمان لا يصح لأحد ولا يكون العبد مؤمنًا حتى يؤمن بالقدر خيره وشره وأن المكذب بذلك إن مات عليه دخل النار والمخالف لذلك من الفرق الهالكة
- باب الإيمان بأن الشيطان مخلوق مسلط على بني آدم يجري منهم مجرى الدم إلا من عصمه الله منه ومن أنكر ذلك فهو من الفرق الهالكة
- باب الإيمان بأن كل مولود يولد على الفطرة وذراري المشركين
- باب ما روي في المكذبين بالقدر
- باب ما روي في ذلك عن الصحابة ومذهبهم في القدر رحمهم الله
- باب ما روي في الإيمان بالقدر والتصديق به عن جماعة من التابعين
- الباب الثالث باب فيما روي عن جماعة من فقهاء المسلمين ومذهبهم في القدر
- الباب الأول باب جامع في القدر وما روي في أهله
- الباب الثاني ذكر الأئمة المضلين الذين أحدثوا الكلام في القدر وأول من ابتدعه وأنشاه ودعا إليه
- الباب الثالث ما أمر الناس به من ترك البحث والتنقير عن القدر والخوض والجدال فيه
- باب ما جاءت به السنة عن النبي ﷺ وعن آصحابه بآن القرآن كلام الله
- باب الإيمان بأن القرآن كلام الله غير مخلوق خلافًا على الطائفة الواقفة التي وقفت وشكت وقالت لا نقول مخلوق ولا غير مخلوق
- باب ذكر اللفظية والتحذير من رآيهم ومقالاتهم
- باب بيان كفر طائفة من الجهمية زعموا أن القرآن ليس في صدور الرجال
- باب اتضاح الحجة في أن القرآن كلام الله غير مخلوق من قول التابعين وفقهاء المسلمين والبدلاء والصالحين رحمة الله عليهم أجمعين وتكفير من قال أن القرآن مخلوق وبيان ردته وزندقته
- باب بيان كفرهم وضلالهم وخروجهم عن الملة وإباحة قتلهم
- باب بيان كفر الجهمية الذين أزاغ الله قلوبهم بما تاولوه من متشابه القرآن
- باب التصديق بأن الله تبارك وتعالى كلم موسى وبيان كفر من جحده وأنكره
- باب الإيمان بأن الله عز وجل يضحك
- باب الإيمان بأن الله عز وجل يسمع ويرى
- باب الإيمان بأن الله عز وجل يغضب
- باب الايمان بالتعجب
- باب الإيمان بأن الله عز وجل على عرشه بائن من خلقه
- باب ذكر العرش والإيمان بأن لله تعالى عرشًا فوق السموات السبع
- باب الإيمان بأن الله تعالى ينزل في كل ليلة إلى سماء
- باب الإيمان بأن الله عز وجل خلق آدم على صورته
- باب الإيمان بأن قلوب العباد بين إصبعين من أصابع الرب تعالى
- باب التصديق والإيمان بما روي أن الله يضع السماوات على إصبع
- باب الإيمان بما روي أن الله عز وجل يقبض الأرض بيده
- باب الإيمان بأن الله عز وجل ياخذ الصدقة بيمينه فيربيها للمؤمن
- باب الإيمان بأن لله عز وجل يدين
- باب الإيمان بأن الله عز وجل خلق آدم بيده
- باب الإيمان بأن الله عز وجل لا ينام
- باب جامع من أحاديث الصفات